# هربرت ييتس
هربرت ييتس (بالإنجليزية: Herbert Yates)‏ هو منتج أفلام أمريكي، ولد في 24 أغسطس 1880 في بروكلين في الولايات المتحدة، وتوفي في 3 فبراير 1966 في شيرمان أوكس في الولايات المتحدة.

## وصلات خارجية
- هربرت ييتس على موقع IMDb (الإنجليزية)
- هربرت ييتس على موقع أول موفي (الإنجليزية)
- هربرت ييتس على موقع قاعدة بيانات الأفلام السويدية (السويدية)
- هربرت ييتس على موقع قاعدة بيانات الفيلم (الإنجليزية)
- هربرت ييتس على موقع كينوبويسك (الروسية)